# Harrison Burrows
Pour l’article homonyme, voir Burrows.
Harrison Burrows, né le 12 janvier 2002 à Peterborough en Angleterre, est un footballeur anglais qui joue au poste d'arrière gauche à Sheffield United.

## Biographie

### Peterborough United
Né à Peterborough en Angleterre, Harrison Burrows est formé par le club local de Peterborough United, qu'il rejoint en 2008. Le 13 janvier 2019, il signe son premier contrat professionnel avec son club formateur. 
C'est avec ce club qu'il fait ses débuts en professionnels, jouant son premier match le 13 août 2019, lors d'une rencontre de coupe de la Ligue anglaise contre Oxford United. Il entre en jeu à la place de George Boyd, et son équipe s'incline par un but à zéro ce jour-là. Il joue son premier match en championnat le 24 août 2019, contre Milton Keynes Dons. Son équipe l'emporte par quatre buts à zéro ce jour-là.
Lors de la saison 2020-2021, Burrows participe à la montée du club en deuxième division, Peterborough United terminant deuxième du championnat.
Burrows découvre alors le Championship, jouant son premier match le 14 août 2021, lors de la deuxième journée de la saison 2021-2022, contre Derby County. Il entre en jeu et se fait remarquer en inscrivant également son premier but dans la compétition. Son équipe parvient à s'imposer ce jour-là (2-1 score final),.
En janvier 2024, Burrows est nommé capitaine de Peterborough United après le départ de Peter Kioso (en).

### Sheffield United
Le 27 juillet 2024, Harrison Burrows signe en faveur de Sheffield United pour un contrat de quatre ans, soit jusqu'en juin 2028,.

## Palmarès

### Distinctions personnelles
- Membre de l'équipe-type de EFL League One en 2024 (EFL)[10].
- Membre de l'équipe-type de D2 anglaise en 2025 (EFL)[11].